# Bernhard Kathan
Bernhard Kathan (* 20. Juni 1953 in Fraxern) ist ein österreichischer Schriftsteller und Konzeptkünstler.

## Leben
Bernhard Kathan studierte an der Universität Innsbruck die Fächer Erziehungswissenschaften und Psychologie. Nach dem Studium beschäftigte sich Kathan in diversen Forschungsprojekten mit Fragen der Alltagsforschung. Er gründete das Innsbrucker Institut für Alltagsforschung und war Herausgeber der Schriftenreihe Texte zur qualitativen Sozialforschung. Ende 1980 wandte er sich zunehmend Fragestellungen der historischen Anthropologie zu, beschäftigte sich mit dem sich wandelnden Verständnis des Schmerzes und Todes, mit der Geschichte der Tierliebe und der Tierschutzbewegung oder der Organisation der Wahrnehmung. Seit langem auch als Künstler arbeitend, zog sich Kathan um 1990 aus dem Galerie- und Ausstellungsbetrieb zurück.
Ende der 1990er Jahre gründete Bernhard Kathan das Hidden Museum, das er bis 2018 betrieben hat.
Seit Jahren beschäftigt er sich bezugnehmend auf gesellschaftliche, politische wie technologische Entwicklungen mit unterschiedlichen Aspekten totalitärer Herrschaft.
Bernhard Kathan lebt in Innsbruck.

## Position
Als Schriftsteller greift Kathan die Montagetechniken auf, zumeist unter Verwendung von Abfallmaterialien aus wissenschaftlichen Projekten. Seine künstlerischen Projekte, die oft mit intensiven inhaltlichen Recherchen einhergehen, versteht er als Feldforschung, in der mögliche Ergebnisse zugunsten des Prozesses an Bedeutung verlieren. Zu aktuellen Fragen betreibt er historische, anthropologische und medizinische Forschungen, deren Ergebnisse von ihm multimedial präsentiert werden.
Kathan ist Mitglied der Grazer Autorinnen Autorenversammlung (GAV).
Von September 2019 bis Mitte 2020 hat Bernhard Kathan in einem Abstand von etwa drei Wochen auf seiner Internetseite einen Fortsetzungsroman mit dem Titel Museum der geschlechtlichen Frömmigkeit veröffentlicht, in dem Fragen der Reproduktionsmedizin durchgespielt werden.

## Auszeichnungen
- 2006: Auszeichnung für literarisches Debüt, Auslober Bundeskanzleramt Österreich
- 2009: outstanding artist award, Kategorie Interdisziplinarität[7]
- 2014: Hilde-Zach-Literaturstipendium der Stadt Innsbruck[8]

## Veröffentlichungen

### Monographien
- „…alles eine Fortsetzung von Dachau und Mauthausen.“ Die Briefe des österreichischen Publizisten Nikolaus Hovorka. new academic press, Wien 2018, ISBN 978-3-7003-2079-1.
- Wir sehen Tiere an. Limbus, Hohenems 2014, ISBN 978-3-99039-026-9.
- Stille. Limbus, Hohenems 2012, ISBN 978-3-902534-74-3.
- Hungerkünstler. Limbus, Hohenems 2010, ISBN 978-3-902534-39-2.
- Kuhstall bei Nacht. Peter Trachsel (Hrsg.). Dalvazza/Küblis, 2010.
- Schöne neue Kuhstallwelt. Herrschaft, Kontrolle und Rinderhaltung. Schmitz, Berlin 2009, ISBN 3-927795-50-X.
- Das indiskrete Organ. Organverpflanzungen in literarischen Bearbeitungen. Studienverlag, Innsbruck-Wien-Bozen 2008, ISBN 978-3-7065-4400-9.
- Nichts geht verloren. Libelle, Lengwil 2006, ISBN 3-905707-05-5.
- Strick, Badeanzug, Besamungsset. Ein Nachruf auf die kleinbäuerliche Kultur. Studienverlag, Innsbruck-Wien-Bozen 2006, ISBN 3-7065-4197-1.
- Zum Fressen gern. Zwischen Haustier und Schlachtvieh. Kulturverlag Kadmos, Berlin 2004, ISBN 3-931659-48-8.
- Das Elend der ärztlichen Kunst. Eine andere Geschichte der Medizin. Kulturverlag Kadmos, Berlin 2002, ISBN 3-931659-34-8.
- Die Geflügelschlachtschere oder die Erfindung der Tierliebe. Österreichischer Studienverlag, Innsbruck 1993.
- Verschwundene und seltene Gäste der Speisekarte. Ein Kochbuch. Vor-Ort, Innsbruck 1992.

### Sprech- und Hörstücke
- 2020: Aller Unsinn hebt sich auf. Hörstück über Daniel Paul Schreber im Kunsthaus Biel mit Katrin Daliot als Sprecherin
- 2008: Hungerkünstler. ORF Kunstradio
- 2008: Das Wirtshaus zur Hand des Gehenkten. Hörspiel, ORF (Vertonung: Manuela Kerer, Sprecherin: Sophie Wendt, Regie: Martin Sailer; Tonmeister: Michael Mangweth)
- 2006: Kein rosenfarbenes Blut. Wer soll sich denn erbarmen? (Vertonung: Wolfgang Lindner), Feldkirch
- 2005: Sie, Du; ganz wirr durcheinander geworfen. Klang-Installation (Vertonung: Günther Zechberger), Wien Museum
- 2002: Eins ist Gott. Sechs Leben hat meine Geliebte. Für den Transport lebender Tiere zur Tötung hat der Landeshauptmann zu sorgen. Ein Hörstück mit Musik von Günther Zechberger, Innsbruck/Kunstradio 2002
- 1999: Wie Gott ist auch der Arzt ein Mörder. Innsbruck/Kunstradio
- 1996: Alles was Sie über Aids immer schon wissen wollten. Sprechstück für einen Schauspieler, Innsbruck/Kunstradio

### Online
- Museum der geschlechtlichen Frömmigkeit, Kapitel 1
- Museum der geschlechtlichen Frömmigkeit, Kapitel 2